# گورستان کنسال گرین
گورستان کنسال گرین (انگلیسی: Kensal Green Cemetery) یکی از هفت گورستان بزرگ لندن، انگلستان است.
این گورستان که در سال ۱۸۳۲ تأسیس شده ۲۹ هکتار وسعت دارد و در منطقه سلطنتی کنزینگتون و چلسی واقع شده‌است.

## افراد مشهور دفن شده
- ویلیام هاریسون اینس‌ورس (۱۸۰۵–۱۸۸۲), مؤلف
- جیمز بری (۱۷۹۵–۱۸۶۵), جراح
- لوئی شارل دو لا بوردونه (۱۷۹۵–۱۸۴۰), استاد شطرنج
- آیزامبارد کینگدام برونل (۱۸۰۶–۱۸۵۹), مهندس، پسر Marc Isambard Brunel و Sophia Kingdom (همچنین)
- ویلکی کالینز (۱۸۲۴–۱۸۸۹), مؤلف
- بنجامین دیزرائیلی سیاستمدار و رمان‌نویس
- اریش فرید (۱۹۲۱–۱۹۸۸), شاعر و مقاله‌نویس اتریشی
- توماس هود (۱۷۹۹–۱۸۴۵), شاعر، طنزنویس و روزنامه‌نگار
- جیمز هنری لی هانت (۱۷۸۴–۱۸۵۹), شاعر، مقاله‌نویس و منتقد رمانتیک
- فرانسیس آن کمبل (۱۸۰۹–۱۸۹۳), مؤلف و بازیگر زن مطرح بریتانیایی
- ویندهام لوئیس (۱۸۸۲–۱۹۵۷), نقاش و مؤلف
- رابرت اوون (مقبره خالی) (۱۷۷۱–۱۸۵۸), صنعتگر و اصلاحگر بزرگ اجتماعی
- جیکوب پرکینز (۱۷۶۶–۱۸۴۹), مخترع آمریکایی
- هارولد پینتر (۱۹۳۰–۲۰۰۸), نمایش‌نامه‌نویس، بازیگر، کارگردان، فیلم‌نامه‌نویس و شاعر
- ترنس رتیگان (۱۹۱۱–۱۹۷۷), نمایش‌نامه‌نویس
- کارل ویلهلم زیمنس (۱۸۲۳–۱۸۸۳), صنعتگر
- هوارد استانتون (۱۸۱۰–۱۸۷۴), بازیکن شطرنج
- ویلیام تاکری (۱۸۱۱–۱۸۶۳), نویسنده
- آنتونی ترولوپ (۱۸۱۵–۱۸۸۲), رمان‌نویس
- جان ویلیام واترهاوس (۱۸۴۹–۱۹۱۷), هنرمند
- چارلز ببیج FRS (۱۸۱۶) (۱۷۹۱–۱۸۷۱), ریاضی‌دان
- رابرت براون FRS (۱۸۳۹) (۱۷۷۳–۱۸۵۸), گیاه‌شناس و کاشف حرکت براونی
- جورج بوسک FRS (۱۸۵۰) (۱۸۰۷–۱۸۸۶), جانورشناس و دیرینه‌شناس
- جان گولد FRS (۱۸۴۳)
- ویلیام رابرت گروو، FRS (۱۸۴۷)
- بادن پاول، FRS (۱۸۲۴) پدر رابرت بی‌دن-پاول و Agnes Baden-Powell
- Sir چارلز ویتستون FRS FRSE (۱۸۰۲–۱۸۷۵) مخترع پل ویتستون

### افراد مشهور خاکستر شده
- اینگرید برگمان (۱۹۱۵–۱۹۸۲), بازیگر
- فردی مرکوری (۱۹۴۶–۱۹۹۱), خواننده
- آلن ریکمن (۱۹۴۶–۲۰۱۶), بازیگر و کارگردان
- کریستین کیلر (۱۹۴۲–۲۰۱۷).

## نگارخانه

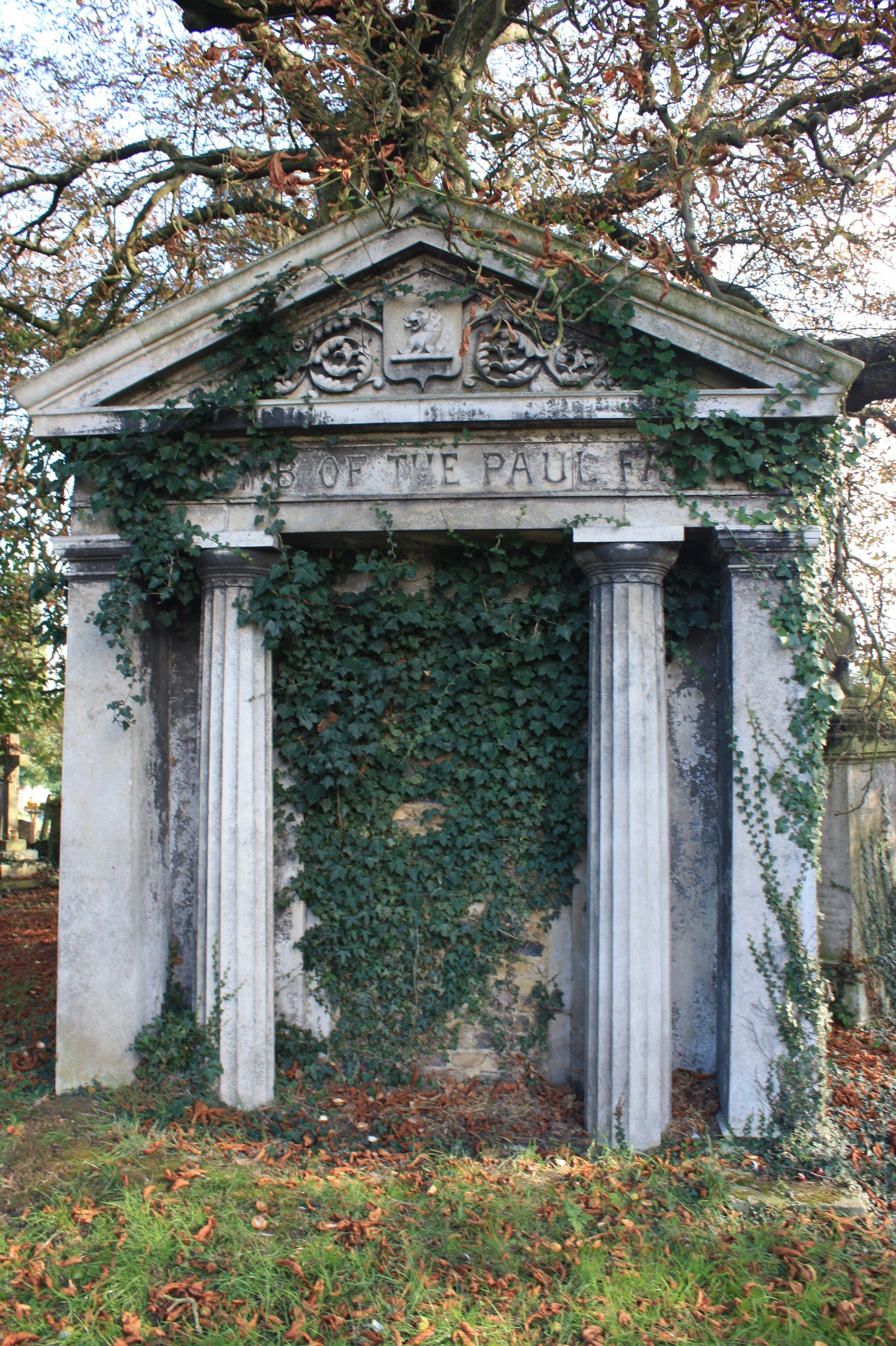
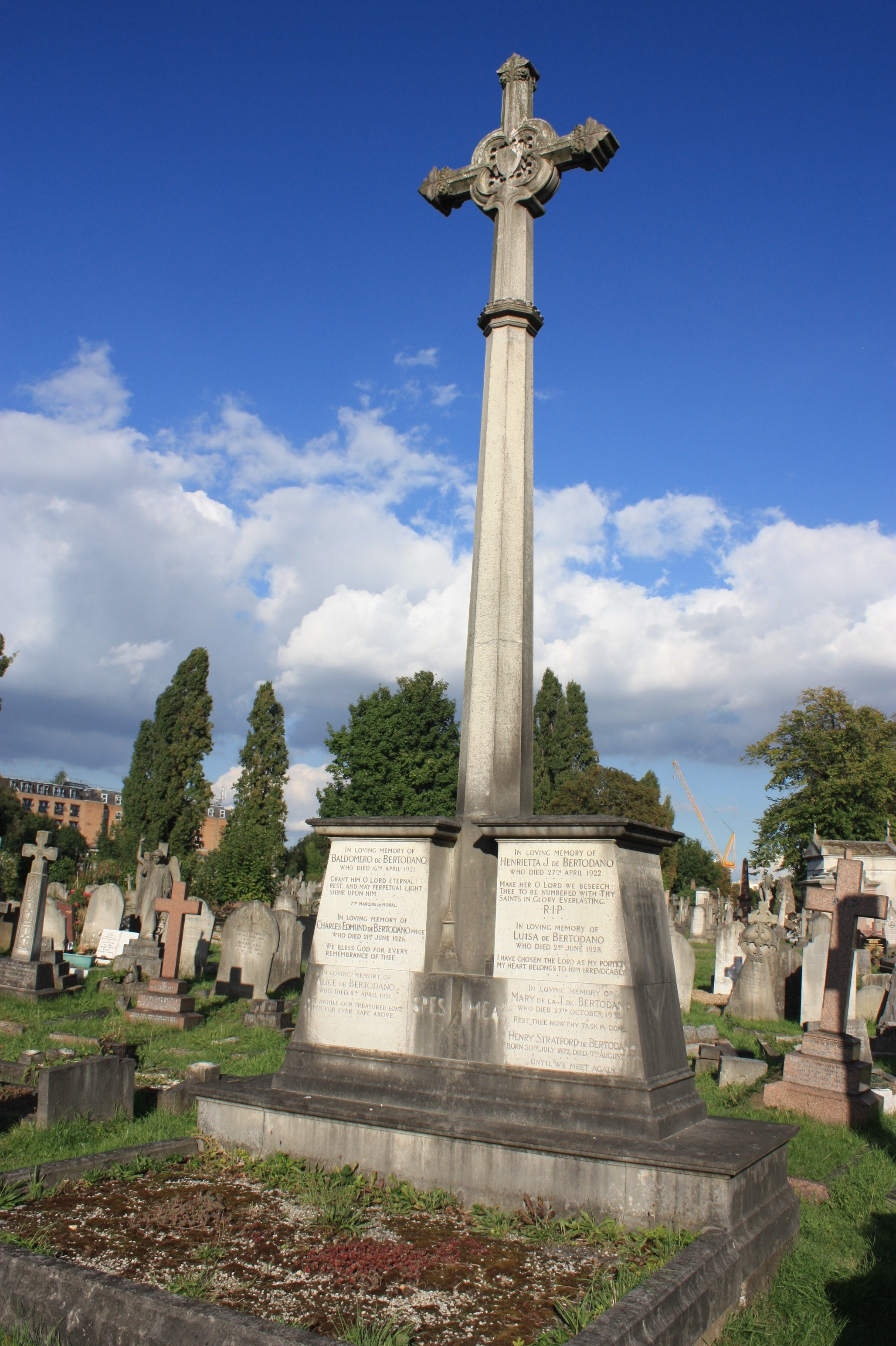
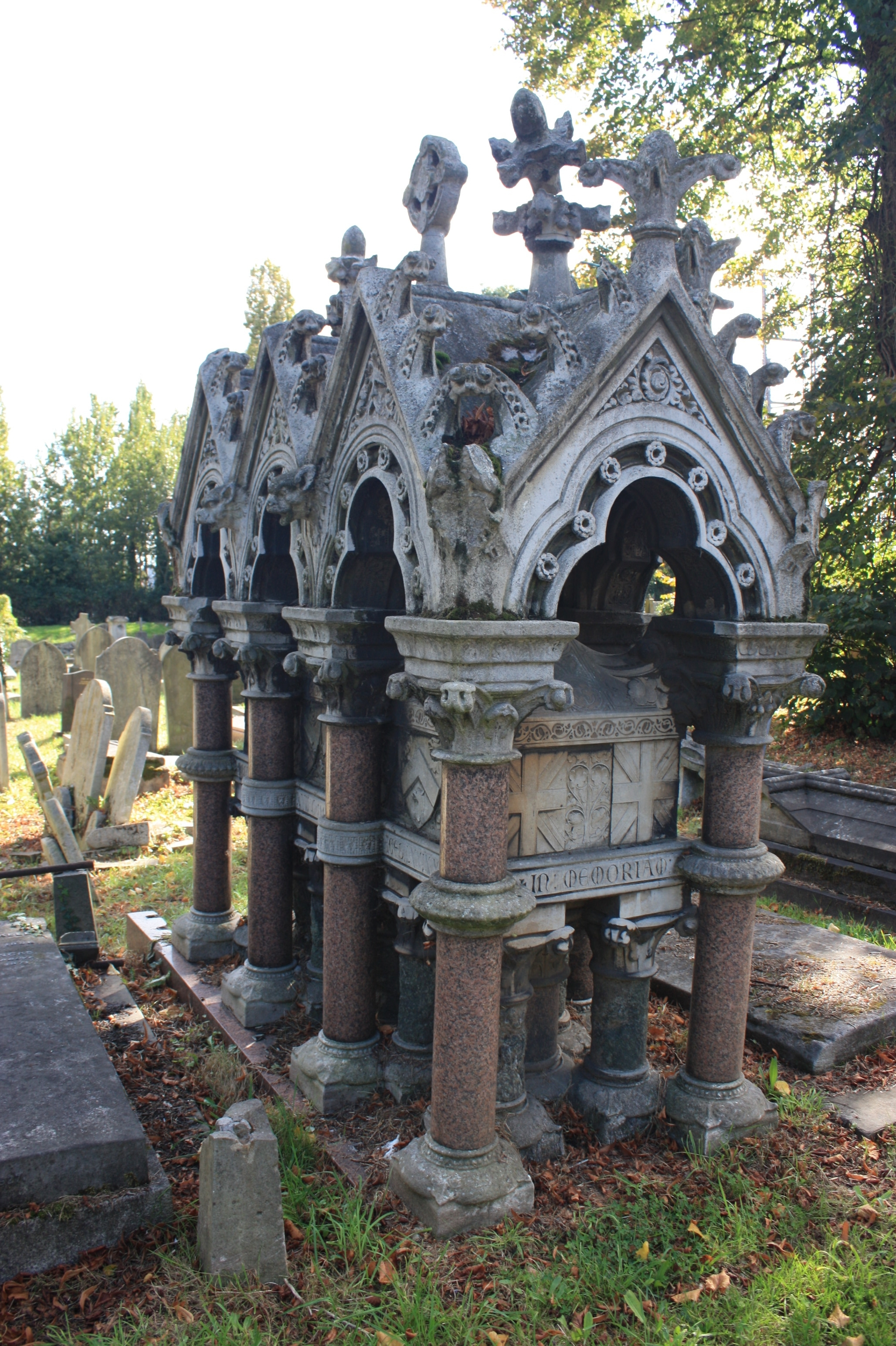
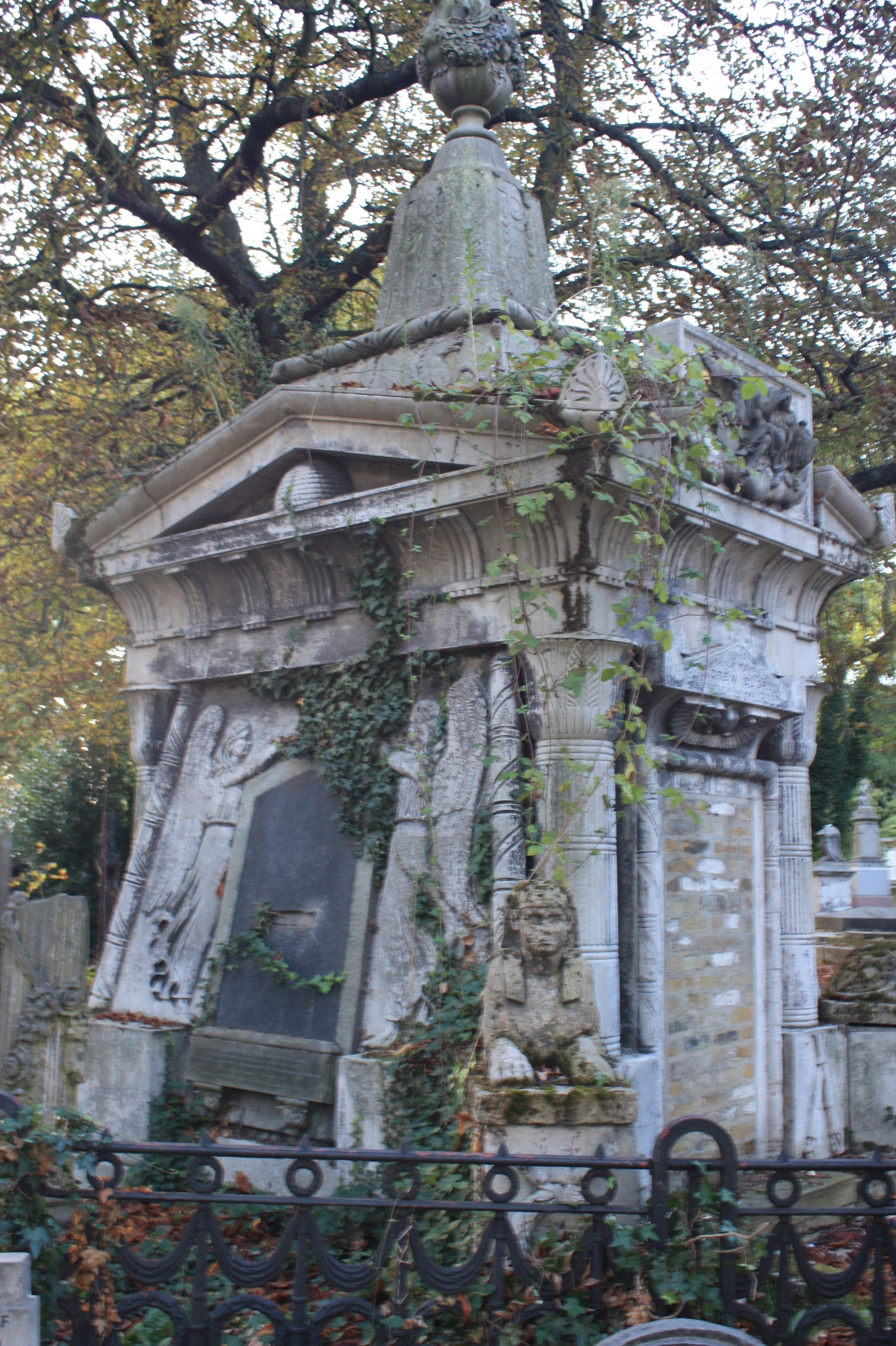
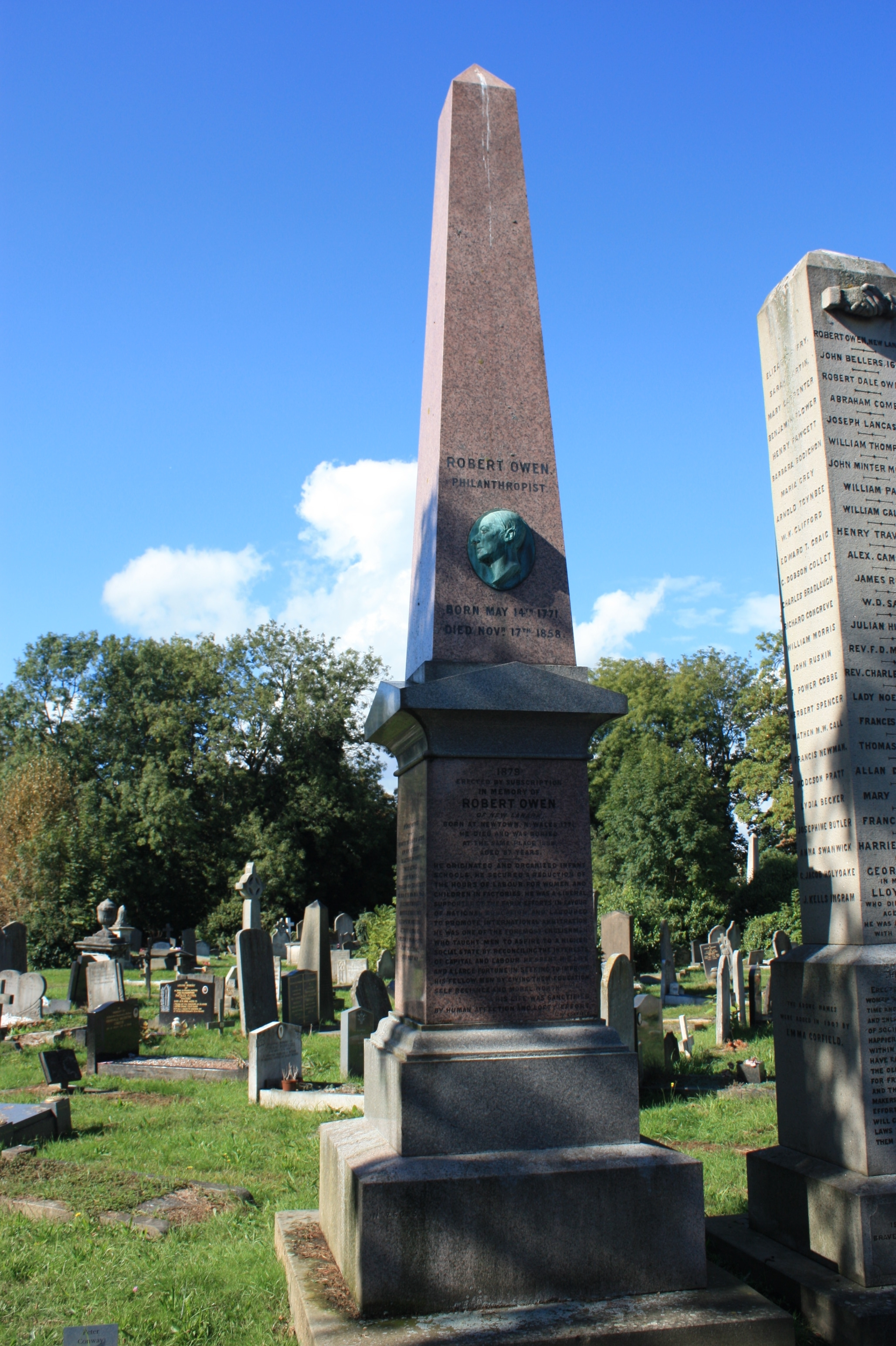
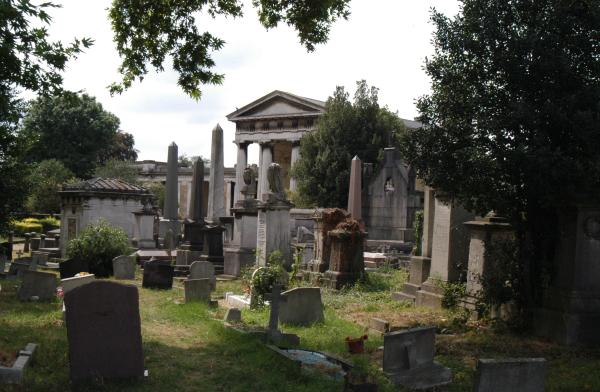
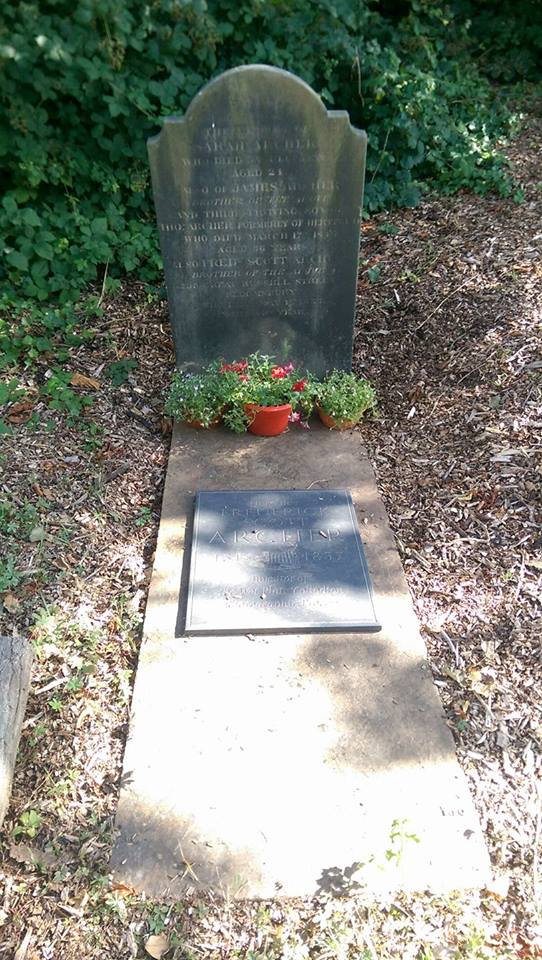
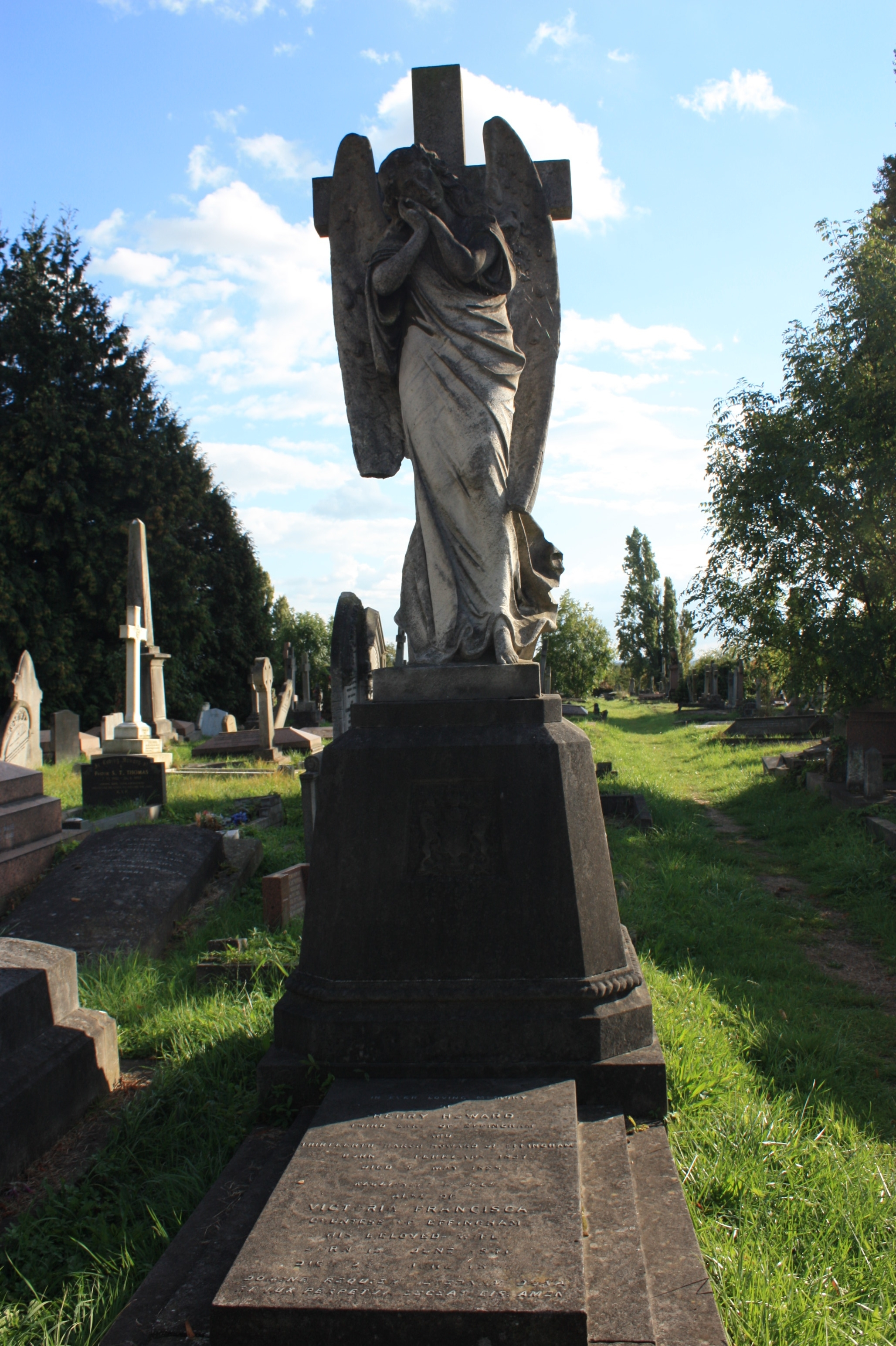